# Erzbistum Philadelphia
Das in dem US-amerikanischen Bundesstaat Pennsylvania gelegene Erzbistum Philadelphia (lat.: Archidioecesis Philadelphiensis) wurde am 8. April 1808 aus Gebieten des Bistums Baltimore begründet und unterstand diesem als Suffraganbistum.
Nachdem am 11. August 1843 das Bistum Pittsburgh aus ihm herausgelöst worden war, gab es am 29. Juli 1853 auch noch einige Gebiete zur Begründung des damaligen Bistums Newark (New Jersey) ab. Schon am 3. März 1868 verlor es erneut weite Gebiete zur Begründung der pennsylvanischen Bistümer Harrisburg und Scranton sowie des Bistums Wilmington (Delaware und Ost-Maryland).
Am 12. Februar 1875 zum Erzbistum und Metropolitansitz erhoben, unterstehen ihm heute die Bistümer Pittsburgh, Harrisburg, Scranton, Wilmington, Allentown, Altoona-Johnstown, Erie und Greensburg (alle in Pennsylvania).
Dem Erzbischof von Philadelphia, der für gewöhnlich Kardinal ist, stehen vier Weihbischöfe zur Seite.

## Bischöfe von Philadelphia
1. Michael Francis Egan OFM (1808–1814)
Ambrose Maréchal (1816–1817, Amt nicht angetreten, dann Erzbischof von Baltimore)
2. Henry Conwell (1819–1842)
3. Francis Patrick Kenrick (1842–1851, dann Erzbischof von Baltimore)
4. John Nepomuk Neumann CSsR (1852–1860)
5. James Frederick Bryan Wood (1860–1875)

## Erzbischöfe von Philadelphia
1. James Frederick Bryan Wood (1875–1883)
2. Patrick John Ryan (1884–1911)
3. Edmond Francis Prendergast (1911–1918)
4. Denis Joseph Kardinal Dougherty (1918–1951)
5. John Francis Kardinal O’Hara CSC (1951–1960)
6. John Joseph Kardinal Krol (1961–1988)
7. Anthony Joseph Kardinal Bevilacqua (1987–2003)
8. Justin Francis Kardinal Rigali (2003–2011)
9. Charles Joseph Chaput OFMCap (2011–2020)
10. Nelson Jesus Perez (seit 2020)

## Weblinks

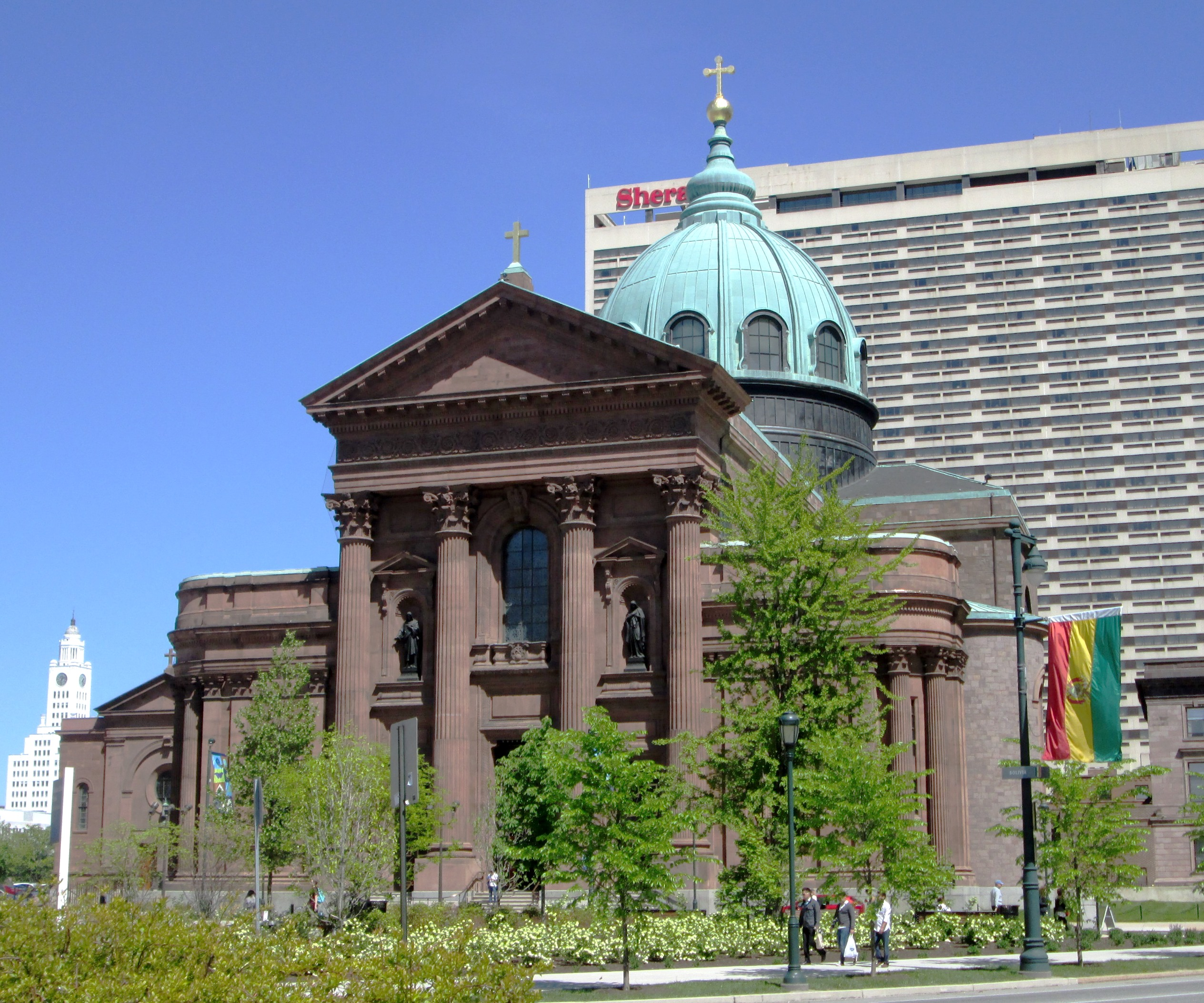
Kathedrale Saints Peter and Paul